# San Juan de los Arcos
San Juan de los Arcos es una localidad del estado mexicano de Jalisco. Es parte del municipio de Tala.

## Toponimia
El nombre «San Juan» hace referencia al santo patrono de la localidad: Juan el Evangelista.

## Demografía
| Gráfica de evolución demográfica |
|                                  |

| Censo | Población |
| ----- | --------- |
| 1900  | 156       |
| 1910  | 701       |
| 1921  | 640       |
| 1930  | 662       |
| 1940  | 486       |
| 1950  | 630       |
| 1960  | 843       |
| 1970  | 994       |
| 1980  | 1 172     |
| 1990  | 1 337     |
| 2000  | 1 502     |
| 2010  | 1 665     |
| 2020  | 1 754     |